# Parvoscincus palawanensis
Parvoscincus palawanensis är en ödleart som beskrevs av  Brown och ALCALA 1961. Parvoscincus palawanensis ingår i släktet Parvoscincus och familjen skinkar. IUCN kategoriserar arten globalt som otillräckligt studerad. Inga underarter finns listade i Catalogue of Life.